# Mikroskopfotografering

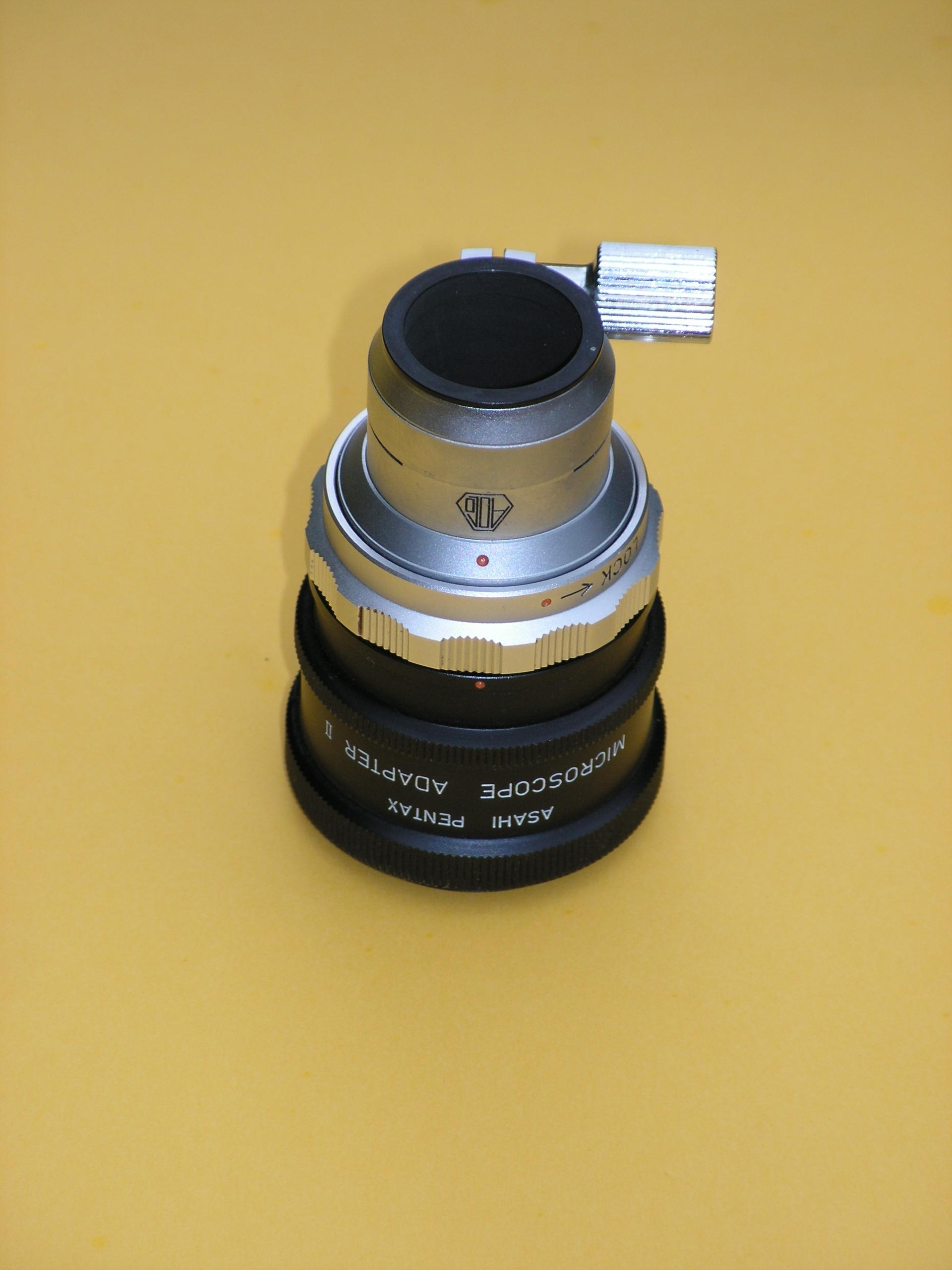
Mikroskopadaptern anbrigas på mikroskopets okularrör på adaptern fästes också systemkameran.

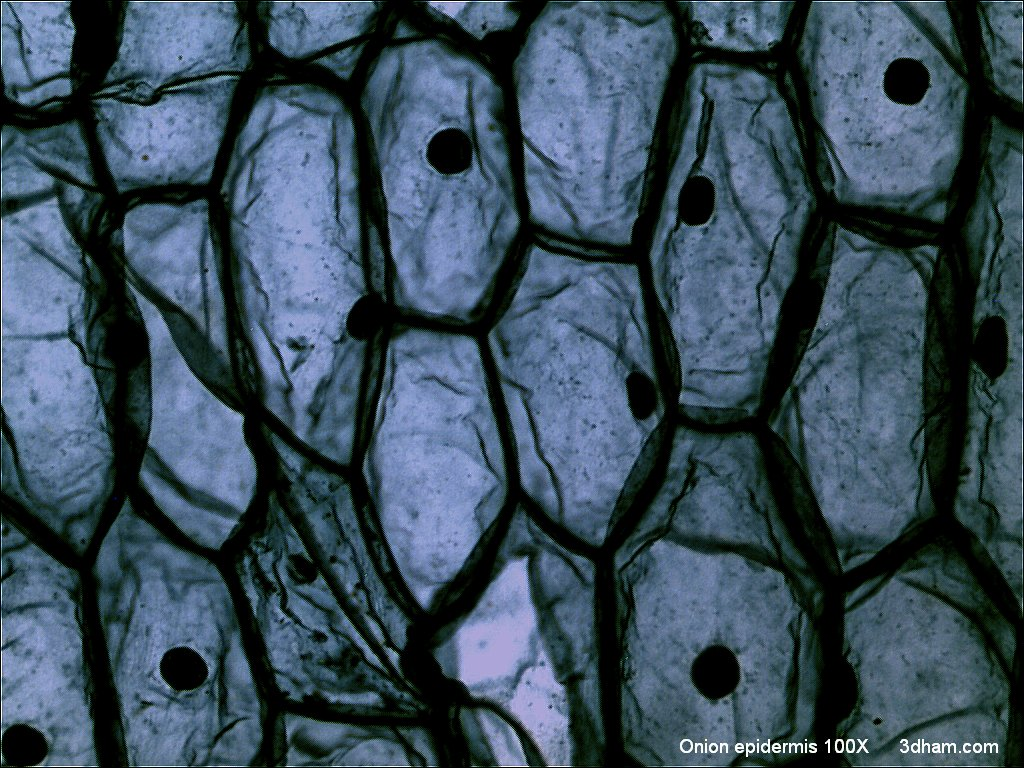
Mikroskopfoto av epidermisvävnad hos lök, ljusmikroskop med 100 gångers förstoring.

Med mikroskopfotografering menas fotografering genom mikroskop. Ett fotografi taget genom mikroskop kallas ofta för en mikrograf. Såväl ljusmikroskop som elektronmikroskop förekommer. Mikroskopfotografering används exempelvis inom materialvetenskaplig forskning och materialtekniska undersökningar, medicinsk forskning och diagnostik (exempelvis anatomi, histologi, patologi och rättsmedicin), samt mikrobiologisk och cellbiologisk forskning. Termen mikroskopfotografering ska inte förväxlas med mikrofotografering, som beskriver processen med miniatyrfotografier gjorda med bland annat mikrofilm av stora objekt, som böcker och dokument.
Reginald Fessenden anses vara den som införde mikroskopfotografering.